# Aitjärvi
Aitjärvi är en sjö i Finland. Den ligger i kommunen Pertunmaa i landskapet Södra Savolax, i den södra delen av landet, 160 km nordost om huvudstaden Helsingfors. Aitjärvi ligger 102,4 meter över havet. Arean är 1,46 kvadratkilometer och strandlinjen är 9,42 kilometer lång. Sjön  ingår i Kymmene älvs huvudavrinningsområde.   I omgivningarna runt Aitjärvi växer i huvudsak blandskog.
I övrigt finns följande i Aitjärvi:
- Junkkarinluoto (en ö)